# Luis de Potestad y Carter
Luis de Potestad y Carter (Madrid, 1828-Ginebra, 1917) fue un aristócrata y diplomático español. Era hijo del aristócrata y diplomático español Luis de Potestad-Fornari (1803-1879) y de Mildred Randolph Carter (ambos enterrados en el cementerio de Filadelfia).

## Trayectoria diplomática
Su carrera diplomática fue larga y brillante. Fue ministro plenipotenciario de España en Washington (1875), en Copenhague (1890), en Oslo (1890), en Tánger (1893) en Constantinopla (1894) y en Atenas (1894).
El papa Pío IX le concedió el 4 de mayo de 1877 el título de marqués de Potestad-Fornari, por su trascendental labor diplomática en favor de la Santa Sede. El uso de este título en España fue autorizado por Alfonso XII por Real despacho el 26 de marzo de 1878.

## Descendencia
Contrajo matrimonio con la norteamericana Gabriella Chapman, con la que tuvo siete hijos: Luis Emilio (casado con María Céspedes), Emily Mildred (que contrajo matrimonio con don Carlos Caro y Caro, conde de Caltavuturo e hijo del IV marqués de la Romana), Emmanuele Henry, John Henry, Robert Lee (casado con Alice George) María Gabriella (casada con Richard Tilhman) y Marie Eugenie, esta última era conocida con el apelativo de la Pensée. La familia Potestad desciende de Antonio de Potestad, diplomático italiano en España, nacido en Génova en 1764.
Entre sus descendientes más sobresalientes destacan Luis Martos de Potestad, marqués de Heredia y Spinola, diputado por el Distrito de Tudela en las Cortes de España en 1884 y gobernador civil de Madrid. Fabricio de Potestad y Aché que fue Secretario de la Legación Diplomática en Washington, Comendador de la Real y Distinguida Orden de Carlos III, Caballero de la Real Orden de Isabel la Católica y Cónsul de España en Bayona (Francia). Fabricio de Potestad y Pinheiro, Caballero de la Real y Distinguida Orden de Carlos III, Mayordomo honorífico de Semana de Alfonso XIII, del que fue amigo personal, y Jefe de Administración del Ministerio de Gracia y Justicia. Casó con Elena Jenny Scherff, aristócrata natural de Kiev, vinculada a la corte del zar Nicolás II, con la que tuvo tres hijos: Nadine de Potestad y Jenny, Sasha de Potestad y Jenny y Fabricio de Potestad y Jenny. 
En la actualidad, cabe citar a Luis de Potestad Ortiz de la Huerta, conde de San Bartolomé de Jala, fallecido, cuya descendencia está establecida en México, donde viven Luis de Potestad y Clemens, actual conde de San Bartolomé de Jala, y su hermano Carlos de Potestad Clemens.
Naturales de España (Pamplona) son Luis de Potestad Menéndez, abogado, ya fallecido, casado con María Socorro Tellechea Lus y su hermano, Fabricio de Potestad Menéndez, médico-psiquiatra, escritor y exconcejal del Ayuntamiento de Pamplona, casado con María Andueza Recarte (fallecida), y en segundo matrimonio con Ana Isabel Zuazu Castellano, que también ha sido concejala del Ayuntamiento de Pamplona. La saga de la familia Potestad se ha extendido considerablemente a lo largo de estas últimas décadas. Del primer matrimonio descienden sus hijos: Francisco José de Potestad Tellechea (Pamplona) casado con Patricia González Pérez de Ciriza, Pedro de Potestad Tellechea (Pamplona), Luis de Potestad Tellechea (Pamplona), Álvaro de Potestad Tellechea (Pamplona) casado con Sonia Rivas Borrell (hijos: Álvaro, Pablo y Miguel), Ignacio de Potestad Tellechea (Madrid) casado con Paloma Molero Manglano (hijos:Cristina, Ignacio, Pedro y Alfonso) y María Inmaculada de Potestad Tellechea (Lituania). Y del segundo matrimonio descienden sus hijos: Fabrizio de Potestad Andueza (Madrid) y Elisa de Potestad Andueza (Pamplona). Esta última, casada con José Luis Arbeloa, ha tenido dos hijos, Álvaro Arbeloa de Potestad y Lorena Arbeloa de Potestad.